# Gaston Van Laere
Gaston Van Laere (Tourcoing, 6 dicembre 1890 – ...) è stato un pallanuotista francese.
È stato un membro della Francia che ha partecipato ai Giochi di Stoccolma 1912.